# 晋原县
晋原县，中国古县名。
北周以多融县改名，治所在今四川省崇州市西北怀远镇。属犍为郡。后移治今崇州市。隋朝时属蜀郡。唐朝、北宋为蜀州治。南宋为崇庆府治。元朝为崇庆州治。明朝洪武初年，省入崇庆州。 